# تحية ديكسون
تحية ديكسون (بالإنجليزية: Dickson Greeting) هو فيلم أبيض وأسود أمريكي قصير صامت من إخراج وإنتاج وبطولة رائد الصور المتحركة ويليام ديكسون عام 1891، يعرض مقطعًا مدته 3 ثوانٍ له وهو يمرر قبعة أمامه ويمدها بيده الأخرى. تم تصويره في 20 مايو 1891 في مبنى فوتوغرافيك في استوديو إديسون بلاك ماريا، ويست أورانج، نيو جيرسي ، بالتعاون مع توماس إديسون باستخدام جهاز رسم الحركة الخاص به. تم عرض الفيلم للمشاهدين في الاتحاد الوطني للأندية النسائية، وهو أحد العروض العامة الأولى لفيلم سينمائي.

## روابط خارجية
- Dickson Greeting, Library of Congress
- Dickson Greeting  في قاعدة بيانات الأفلام على الإنترنت (بالإنجليزية)
- Dickson Greeting على يوتيوب